# 8381 Hauptmann
8381 Hauptmann è un asteroide della fascia principale. Scoperto nel 1992, presenta un'orbita caratterizzata da un semiasse maggiore pari a 2,4656967 UA e da un'eccentricità di 0,0856764, inclinata di 7,17086° rispetto all'eclittica.